# Jan Leszczyński (1603–1678)
Jan Leszczyński herbu Wieniawa (ur. w 1603, zm. jesienią 1678) – kanclerz wielki koronny w latach 1666–1677, podkanclerzy koronny w latach 1661–1666, wojewoda poznański w latach 1656–1661, wojewoda łęczycki w latach 1653–1656, marszałek dworu królowej Ludwiki Marii w latach 1649–1651, kasztelan gnieźnieński w latach 1644–1653, kasztelan śremski w 1644 roku, dworzanin królewski, marszałek Trybunału Głównego Koronnego w 1667 roku, ambasador nadzwyczajny Rzeczypospolitej w Królestwie Szwecji w 1655 roku.

## Rodzina
Pochodził z możnowładczego rodu wywodzącego się z południowej Wielkopolski, a pieczętującego się herbem Wieniawa. Był synem wojewody brzeskokujawskiego Andrzeja i Zofii z Opalińskich. Na wyraźne życzenie ojca, gorliwego kalwinisty, został ochrzczony w tym wyznaniu. Jednak po śmierci Andrzeja Leszczyńskiego, matka gorliwa katoliczka, wychowała jego i jego rodzeństwo na katolików. Jego rodzonym bratem był Wacław Leszczyński prymas Polski, a przyrodnim bratem Rafał Leszczyński, przywódca kalwinistów w Koronie.
W małżeństwie z Cecylią Elżbietą Kołaczkowską (†po 1677) nie pozostawił potomstwa.

## Kariera
Studiował w Kolegium Jezuitów w Poznaniu, w Padwie w latach 1626–1628. Posłował na kilka sejmów. W 1644 został kolejno kasztelanem śremskim potem gnieźnieńskim. Był następcą legata królewskiego w drugiej fazie colloquium charitativum w Toruniu w 1645 roku. Był członkiem konfederacji generalnej zawiązanej 31 lipca 1648 roku. W latach 1649–1651 był marszałkiem królowej Ludwiki Marii. W 1653 został wojewodą łęczyckim. Na Sejmie zerwanym 28 marca 1654 należał do antykrólewskiej koalicji magnackiej złożonej z Janusza Radziwiłła, Krzysztofa Opalińskiego i Jerzego Lubomirskiego.
W 1655 pojechał z misją do Sztokholmu by bezskutecznie powstrzymywać Karola X Gustawa od inwazji na Rzeczpospolitą. W czasie potopu szwedzkiego posłował do Wiednia, zabiegając bez skutku o pomoc Austrii. Przebywał z Janem Kazimierzem na Śląsku. W 1656 został wojewodą poznańskim. Był głównym negocjatorem z ramienia Rzeczypospolitej pokoju w Oliwie 1660. W 1661 mianowany podkanclerzym koronnym. Związał się wówczas z Brandenburgią, sabotował plany reformy Sejmu. W 1661 roku otrzymał ze skarbu francuskiego 12 000 liwrów. Początkowo popierał rokosz Lubomirskiego. W 1666 otrzymał wreszcie kanclerstwo wielkie koronne. Po abdykacji Jana II Kazimierza w 1668 roku, popierał do polskiej korony kandydaturę palatyna reńskiego Filipa Wilhelma. Był elektorem Michała Korybuta Wiśniowieckiego w 1669 roku z województwa poznańskiego, podpisał jego pacta conventa. Był członkiem konfederacji malkontentów w 1672 roku. W 1672 roku brał pensję od elektora brandenburskiego. W czasie elekcji 1674 roku popierał do korony polskiej syna elektora brandenburskiego Karola Emila. W 1678 zrzekł się pieczęci i objął województwo krakowskie.